# Serijska publikacija
Serijska publikacija (angl. serial) je publikacija na kateremkoli mediju, ki ima praviloma številčne in/ali časovne oznake, in izhaja redno ali neredno v zaporednih številkah; to je npr. časopis, časnik, letna publikacija ali zbirka. 

## Zgodovina
Začetki slovenske periodike segajo v obdobje reformacije. Prvi slovenski periodični tisk je Trubarjev Ta slovenski kolendar kir vselei terpi (1557). V času protireformacije je bila rast periodike prekinjena, veliko časopisov pa požganih. V tem času so na naših tleh izhajali predvsem nemški časniki. 
Prvi tiskan časopis v slovenskem jeziku so bile v času razsvetljenstva Lublanske novice (1797-1800). Natisnjene so bile v Ljubljani, njihov prvi urednik pa je bil Valentin Vodnik.
Eden najpomembnejših časopisov v času romantike, ki sledi je Krajnska čbelica (1819-1849), katere vodilna ustvarjalca sta bila France Prešeren in Matija Čop. Drugi slovenski časopis, ki ga je urejal Janez Bleiweis, pa je bil strokovni list Kmetijske in rokodelske novice (1843-1902). Po revolucionarnem letu 1848 je slovenska publicistika doživela razcvet.
Pred 1. in med obema vojnama je izhajalo zelo veliko različnih serijskih publikacij (Domoljub, Slovenski narod, Slovenec), po 2. svetovni vojni pa nastaneta še danes znana dnevnika: Večer (1952) in Dnevnik (1951).
Danes izhaja več kot 1500 serijskih publikacij, od tega 200 časnikov, največ je mesečnikov. 

## Oblike serijskih publikacij in novi viri
Številne tiskane serijske publikacije danes izhajajo tudi v internetno dostopni obliki, včasih je njihova oblika in vsebina enaka tiskani, spet drugič je prilagojena on-line dostopu. Takrat ne moremo več govoriti o »pravi« serijski publikaciji. Nekatere publikacije pa izhajajo samo v obliki, ki je dostopna izključno on-line.
Zadnja leta se pojavlja vse več on-line »serijskih« publikacij, ki pa so to le deloma. Pri njih konec izhajanja ni predviden, dopolnjujejo se z novimi vsebinami,
dodatki in dopolnitve nadomeščajo prejšnje vsebine, včasih so dodane nove povezave z drugimi viri, ti viri pa niso dodani na koncu. Še najbolj so podobne nevezanim publikacijam, ki se občasno dopolnjujejo.
Sčasoma so se tako pojavili novi viri, ki jih je bilo treba ustrezno poimenovati. 
Kontinuirani viri obsegajo serijske publikacije in vire, ki so jim deloma podobni; obsegajo publikacije, ki so po svoji naravi integrirne.
Integrirni viri so v večini primerov nezaključeni, lahko pa so tudi zaključeni. Izhajajo v tiskani ali on-line obliki. Nezaključen tiskan vir so npr. nevezane publikacije, ki se občasno dopoljnjujejo (npr. priročnik za COMARC), nezaključeni on-line viri pa so spletne strani in spletna mesta ter baze podatkov. Zaključeni tiskani viri so nevezane publikacije, ki se občasno dopolnjujejo in katerih konec izhajanja je predviden, on-line zaključeni vir pa je npr. spletna stran nekega dogodka, ki se sklene skupaj z njim. 

## ISSN in ISBD(CR)
Osnovni cilj sistema ISSN (International Standard Serial Number) je registracija čim večjega števila serijskih publikacij, ki izhajajo po vsem svetu. ISSN center Slovenije ima sedež v Narodni in univerzitetni knjižnici. Oznaka je sestavljena iz osmih številk- zadnja je kontrolna. Pridobijo jo tudi serijske publikacije na elektronskih medijih (na disketah, zgoščenkah ali na internetu), to so npr. e-časopisi in e-časniki ter podatkovne zbirke. Standardizirana je s standardom ISO 3297. 
ISBD(CR) pa je kratica za International Standard Bibliographic Description for Serials and Other Continuing Resources - Mednarodni standardni bibliografski opis serijskih publikacij in drugih kontinuiranih virov in je revizija ISBD(S). 